# Jerzy Szeptycki
Jerzy Szeptycki (ur. 6 października 1915 w Grodnie, zm. 23 października 2004 w Los Angeles) – inżynier architekt, narodowiec.

## Życiorys
Studiował architekturę na Politechnice Warszawskiej, uzyskując tam absolutorium przed wybuchem II wojny światowej. Pod pseudonimem Jerzy Stokowski publikował w dzienniku „ABC” recenzje wystaw i teksty na temat sztuki. Związany był ze środowiskiem narodowych radykałów. Podczas wojny wchodził w skład Służby Cywilnej Narodu (w Grupie Wychowania Narodowego stał na czele Wydziału Kultury Narodowej) oraz był żołnierzem Narodowych Sił Zbrojnych. Uczestniczył w powstaniu warszawskim. Wywieziony do Niemiec publikował w „Kronice” (pismo wydawane we Frankfurcie nad Menem).
W 1948 wyjechał do USA, gdzie studiował architekturę na Uniwersytecie Południowej Kalifornii (1952). W latach 1954–1956 pracował w Wytwórni Disneya, gdzie planował Disneyland. Od 1955 prowadził własną pracownię. Specjalizował się w projektowaniu obiektów o charakterze sakralnym (ponad 30 kościołów w Kalifornii), stworzył m.in. bazylikę oo. paulinów w Doylestown („Amerykańska Częstochowa”).
Na emigracji angażował się w działalność organizacji polonijnych (działacz i prezes stowarzyszenia „Samopomoc”).
Otrzymał nagrodę im. Brata Alberta Chmielowskiego (1988) oraz odznaczenie Polonia Mater Nostra Est (1998).